# Crane & Whitman Automobile Works
Crane & Whitman Automobile Works war ein US-amerikanischer Hersteller von Motoren und Automobilen.

## Unternehmensgeschichte
Henry Middlebrook Crane leitete das Unternehmen mit Sitz in Bayonne in New Jersey. Er stellte Motoren her. Im September 1907 war sein erstes Automobil fertig, dem bis 1908 einige weitere folgten. Der Markenname lautete Crane & Whitman. 1910 wurde das Unternehmen aufgelöst.
Henry Crane gründete daraufhin die Crane Motor Car Company.

## Fahrzeuge
Das erste Fahrzeug hatte einen Vierzylindermotor.
Darauf folgte ein Wagen mit einem Sechszylindermotor. Käufer war Harry Payne Whitney. Er besaß ihn bis zu seinem Tod 1924.